# 1988年カルガリーオリンピックのスイス選手団
1988年カルガリーオリンピックのスイス選手団（1988ねんカルガリーオリンピックのスイスせんしゅだん）は、1988年2月13日から2月28日までカナダのカルガリーで開催された1988年カルガリーオリンピックのスイス選手団、およびその競技結果。

## 概要
今大会は金メダル5個、銀メダル5個、銅メダル5個の計15個のメダルを獲得した。スイス勢としては金メダル、銀メダル、銅メダルそれぞれで過去最多を記録した。

## メダル
| メダル | 選手名                                                                                | 競技                   | 種目               |
| ------ | ------------------------------------------------------------------------------------- | ---------------------- | ------------------ |
| 金     | ピルミン・ツルブリッゲン                                                              | アルペンスキー         | 男子滑降           |
| 金     | フレニ・シュナイダー                                                                  | アルペンスキー         | 女子大回転         |
| 金     | フレニ・シュナイダー                                                                  | アルペンスキー         | 女子回転           |
| 金     | エッケハルト・ファッサー クルト・マイヤー マルセル・フェスラー ヴェルナー・ストッカー | ボブスレー             | 男子4人乗り        |
| 金     | ヒッポリト・ケンプ                                                                    | ノルディック複合       | 男子個人           |
| 銀     | ペーター・ミュラー                                                                    | アルペンスキー         | 男子滑降           |
| 銀     | ブリギッテ・エルトリ                                                                  | アルペンスキー         | 女子滑降           |
| 銀     | ミケラ・フィジーニ                                                                    | アルペンスキー         | 女子スーパー大回転 |
| 銀     | ブリギッテ・エルトリ                                                                  | アルペンスキー         | 女子複合           |
| 銀     | フレディ・グランツマン ヒッポリト・ケンプ アンドレアス・シャード                      | ノルディック複合       | 男子団体           |
| 銅     | ピルミン・ツルブリッゲン                                                              | アルペンスキー         | 男子大回転         |
| 銅     | パウル・アッコラ                                                                      | アルペンスキー         | 男子複合           |
| 銅     | マリア・ヴァリザー                                                                    | アルペンスキー         | 女子大回転         |
| 銅     | マリア・ヴァリザー                                                                    | アルペンスキー         | 女子複合           |
| 銅     | アンドレアス・グリューネンフェルダー                                                  | クロスカントリースキー | 男子50kmフリー     |